# كأس رابطة الأندية الإنجليزية المحترفة 2002–03
كأس رابطة الأندية الإنجليزية المحترفة 2002–03 (بالإنجليزية: 2002–03 EFL Cup)‏ هو الموسم رقم 43 من كأس رابطة الأندية الإنجليزية المحترفة. والمعروفة أيضًا باسم كأس كاراباو (بالإنجليزية: Carabao Cup)‏ لأسباب تتعلق بالرعاية. المسابقة مفتوحة أمام جميع الأندية المشاركة في الدوري الإنجليزي الممتاز و‌دوري كرة القدم الإنجليزية.
فاز ليفربول باللقب، بعد فوزه على مانشستر يونايتد 2–0 في النهائي.